# 尖果密穗柳
尖果密穗柳（学名：Salix pycnostachya var. oxycarpa）为杨柳科柳属下的一个变种。

## 扩展阅读
- 維基物種上的相關：尖果密穗柳